# Маатес
Маатес (исп. Mahates) — город и муниципалитет на севере Колумбии, на территории департамента Боливар.

## История
Поселение, из которого позднее вырос город, было основано в 1533 году конкистадором доном Педро де Эредией. Муниципалитет Маатес был выделен в отдельную административную единицу в 1862 году.

## Географическое положение

Муниципалитет Маатес

Город расположен в северной части департамента, в пределах Прикарибской низменности, на восточном берегу канала Дике, на расстоянии приблизительно 32 километров к юго-востоку от города Картахена, административного центра департамента. Абсолютная высота — 12 метров над уровнем моря.
Муниципалитет Маатес граничит на севере с территориями муниципалитетов Сан-Эстанислао и Соплавьенто, на северо-востоке — с муниципалитетом Каламар, на востоке — с муниципалитетами Арройоондо и Каламар, на юго-востоке — с муниципалитетом Сан-Хуан-Непомусено, на юго-западе — с муниципалитетом Мария-ла-Баха, на западе — с муниципалитетом Архона. Площадь муниципалитета составляет 479 км².

## Население
По данным Национального административного департамента статистики Колумбии, совокупная численность населения города и муниципалитета в 2015 году составляла 25 786 человек.
Динамика численности населения муниципалитета по годам:
| 2005   | 2006   | 2007   | 2008   | 2009   | 2010   | 2011   | 2012   | 2013   | 2014   | 2015   |
| ------ | ------ | ------ | ------ | ------ | ------ | ------ | ------ | ------ | ------ | ------ |
| 22 929 | 23 143 | 23 400 | 23 667 | 23 945 | 24 231 | 24 525 | 24 838 | 25 150 | 25 464 | 25 786 |

Согласно данным переписи 2005 года мужчины составляли 51,7 % от населения Маатеса, женщины — соответственно 48,3 %. В расовом отношении белые и метисы составляли 57,9 % от населения города; негры, мулаты и райсальцы — 41,9 %; индейцы — 0,2 %.
Уровень грамотности среди всего населения составлял 79,9 %.

## Экономика
Основу экономики Маатеса составляет сельское хозяйство.

57,7 % от общего числа городских и муниципальных предприятий составляют предприятия торговой сферы, 29,7 % — предприятия сферы обслуживания, 12,6 % — промышленные предприятия.